# کوین مک کولوم
کوین مک کولوم (انگلیسی: Kevin McCollum؛ زادهٔ ۱ مارس ۱۹۶۲) تهیه کننده تئاتر اهل ایالات متحده آمریکا است.